# Гара-Орешец
Гара-Орешец (болг. Гара Орешец) — село в Болгарии. Находится в Видинской области, входит в общину Димово. Население составляет 830 человек.

## Политическая ситуация
В местном кметстве Орешец, в состав которого входит Орешец, должность кмета исполняет Костадин Филипов /ГЕРБ/.
Кмет (мэр) общины Димово — Лозан Лозанов /ГЕРБ/

## Пещеры
Близ села находится пещера Козарника или Живанина (пещерата Козярника) и пещера Венеца. В пещере Козарника в 2004 году были обнаружены фаланга пальца и человеческий зуб, предположительно вида Homo erectus, которым более 1,6 миллиона тыс. лет (по другим данным 1,2—1,4 млн лет). На 8-сантиметровой кости древнего животного, относящегося к жвачным млекопитающим, антропологи из Института доисторической эпохи и геологии четвертичного периода при университете Бордо обнаружили выгравированные символы — ряд параллельных царапин. На другой кости, найденной в том же месте, вдоль края нанесены 27 насечек. Однако, другие ученые скептически относятся к таким датировкам, так как считается, что символическое мышление возникло у людей в значительно более позднюю эпоху с появлением вида Homo sapiens примерно 50 тысяч лет назад. В работе Sirakov et al. 2007 года для VII слоя пещеры Козарника фигурируют даты 36,2—39,3 тыс. лет назад.